# Dryopteris kwanzanensis
Dryopteris kwanzanensis är en träjonväxtart som beskrevs av Tag. Dryopteris kwanzanensis ingår i släktet Dryopteris och familjen Dryopteridaceae. Inga underarter finns listade.